# Galeottia colombiana
Galeottia colombiana är en orkidéart som först beskrevs av Leslie Andrew Garay, och fick sitt nu gällande namn av Robert Louis Dressler och Eric Alston Christenson. Galeottia colombiana ingår i släktet Galeottia och familjen orkidéer.
Artens utbredningsområde är Colombia. Inga underarter finns listade i Catalogue of Life.